# Jon Naismith

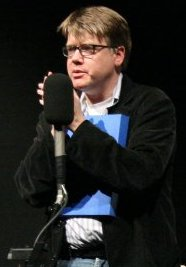
Jon Naismith (2006)

Jon Naismith (* 1965 in Westminster, London) ist der Produzent vieler BBC-Radiosendungen, hauptsächlich Comedy, z. B. You'll Have Had Your Tea, The Unbelievable Truth und About a Dog.
Seit 1991 ist er der Produzent von I’m Sorry I Haven’t a Clue.

## Trivia
Jede der sechs Sendungen einer Staffel von I'm Sorry I Haven't a Clue wird vor einem Live-Publikum aufgenommen, wobei immer zwei Sendungen pro Auftritt gemacht werden.
Es ist eine persönliche Tradition von Naismith, den Job des "warmup artists" auszuführen. Das beinhaltet gewöhnlich das Testen der Geräuschpegel, indem er eine "patronising audience participation exercise" (dt.: herablassende Übung zur Teilnahme des Publikums) durchführt und einen Witz erzählt. Naismith ist außerdem die "geheimnisvolle Stimme" der Show, wenn Humph sagt, dass etwas auf der Laser-Anzeigetafel angezeigt wird und die "geheimnisvolle Stimme für die Hörer zu Hause".

## Schriften
- The Little Book of Mornington Crescent. 2000, ISBN 978-0752818641
- Zs. mit Graeme Garden und Barry Cryer: Hamish and Dougal: You'll Have Had Your Tea?. 2005, ISBN 978-0007210510
- Uxbridge English Dictionary (I'm Sorry I Haven't a Clue). 2005, ISBN 978-0007203376